# Bob’s Burgers
Bob’s Burgers ist eine US-amerikanische Zeichentrickserie, geschaffen von Loren Bouchard, deren Erstausstrahlung am 9. Januar 2011 auf dem US-Sender Fox stattfand. Die deutsche Erstausstrahlung war am 1. Dezember 2014 auf Comedy Central. Die Serie wurde um eine 14. und 15. Staffel verlängert. 2025 wurde die Serie bis zur 19. Staffel verlängert. 
Der für 2020 angekündigte Spielfilm wurde aufgrund der COVID-19-Pandemie auf das Jahr 2022 verschoben und sollte ursprünglich am 21. Juli 2022 in die deutschen Kinos kommen. Der Kinostart wurde verworfen, stattdessen wird der Film seit dem 13. Juli 2022 bei dem Streaming-Dienst Disney+ ausgestrahlt.

## Handlung
Die Serie handelt von der Familie Belcher, welche ein Hamburgerrestaurant besitzt und betreibt.

## Figuren

### Bob Belcher
Bob, eigentlich Robert, ist der Ehemann von Linda und Vater von Tina, Gene und Louise. Er ist die Hauptfigur der Serie und leidenschaftlicher Besitzer eines Hamburgerrestaurants. Obwohl er stets versucht, sein Bestes zu tun, scheitert er meistens daran. Er ist sehr enthusiastisch und schafft es wunderbar, sich in Aufgaben hineinzusteigern. So will er einerseits expandieren, um sein Geschäft der Konkurrenz ebenbürtig zu machen, andererseits trifft er aus dieser Motivation heraus häufig unvernünftige Entscheidungen und verliert dadurch kurzfristig große Geldbeträge. Meist geschieht dies auch, wenn man ihn herausfordert, weil er das nicht auf sich sitzen lassen kann. Dann ist Bob unberechenbar und jähzornig und gibt sein Bestes, um diese Herausforderung zu gewinnen, leider auch mit unvernünftigen Mitteln. So macht er sich nicht wenige Feinde. Einer von ihnen ist der Besitzer der Pizzeria auf der anderen Straßenseite, Jimmy Pesto, der eigentlich Jimmy Poplopovich heißt. Gegenüber seiner Familie bleibt Bob im Allgemeinen sehr geduldig und besonnen. Nur wenn ihn Familienmitglieder reizen oder aufs äußerste provozieren, flippt er aus. Er bemüht sich sehr, seine Kinder gut zu erziehen, seine Familie zusammenzuhalten und Linda zu verstehen, was ihm manchmal sichtlich schwerfällt. Dadurch erscheint er etwas allein auf weiter Flur. Wenn er es nicht schafft, die anderen Familienmitglieder für seine Pläne, die meist ums Restaurant kreisen, zu begeistern, führt das bei Bob zu Selbstzweifeln. Im Gegensatz dazu fühlt sich der Rest der Familie manchmal den Burgern hintangestellt. Dennoch wird er letztendlich familienintern als Held dargestellt, weil er zielstrebig in seinem Tagewerk ist. Bob neigt oft zu Selbstgesprächen. So führt er einen Dialog mit einem Truthahn, Pflanzen in einem Gemeinschaftsgarten oder einem Truthahnbefeuchter. Er tut dies ausschließlich, wenn er allein ist.

### Linda Belcher
Linda ist Bobs Ehefrau und die Mutter von Tina, Gene und Louise. Sie ist sehr musikalisch und tanzt leidenschaftlich gern. Ihren Kindern gegenüber ist sie ziemlich gutmütig. Das nutzen sie aus, um ihr auf der Nase herumzutanzen, was wiederum zu Diskrepanzen mit Bob, der sich etwas mehr Konsequenz wünscht, führt. Linda wirkt zwar naiv, etwas weltfremd und ungebildet, übernimmt aber das Ruder, wenn Bob sich seinerseits unvernünftig aufführt. Sie wird auch weniger von existenziellen Sorgen geplagt als ihr Ehemann. Allerdings ergeben sich für sie und ihre Familie häufig Probleme, wenn Linda unbedacht Kommentare abgibt und handelt. Dies muss Bob dann wieder ausbügeln. Dennoch weiß sie um den Lebenstraum ihres Mannes und schafft es, ihn durch ihre Zuversicht und Sorglosigkeit immer wieder aufzubauen. Sie wirkt manchmal egozentrisch und/oder ignorant gegenüber ihrer Umwelt, was sich darin äußert, dass sie die Bedürfnisse z. B. ihres Mannes überspielt oder ihm und vielen weiteren Personen schlichtweg nicht zuhört. Das gleiche Verhalten zeigt sie auch gegenüber den Kindern, die sie dann einfach sich selbst überlässt. Linda ist jedoch auch sehr perfektionistisch und versucht, alles richtig zu machen. Aus diesem Grund bemüht sie sich zuweilen sehr, auf ihre Kinder einzuwirken und sie richtig zu erziehen. Sie liebt es, an ihren freien Abenden ihre Ruhe zu haben, Liebesromane zu lesen oder Yoga zu üben. Sie streitet sich regelmäßig mit Bob. Bei diesen Meinungsverschiedenheiten ist ihr Verhalten wenig vorhersagbar. Entweder beharrt sie bis zum Schluss auf ihrer Meinung und schafft es, Bob zu Dingen zu bewegen, die er eigentlich gar nicht tun wollte, oder sie gibt relativ schnell nach und ist alles andere als nachtragend. Auch macht sie sich durch ihre verschrobene Art einige Feinde. Dabei handelt es sich meist um ihre Rivalinnen, die ambitionierten Übermütter aus der Schule ihrer Kinder. Linda hat zum Leidwesen von Bob ein enges Verhältnis zu ihren Eltern und ihrer Schwester und versucht, es diesen immer recht zu machen. Sie kommentiert regelmäßig Aktionen oder Begriffe mit einem: „Oooh, ich mag…“. Außerdem schwärmt sie ein wenig für Tom Selleck.

### Tina Ruth Belcher
Tina ist mit 13 Jahren das älteste der drei Kinder. Sie befindet sich in der Pubertät. Tina arbeitet in Teilzeit im Restaurant mit. Charakteristisch für sie ist ihre langsame, monotone Sprechweise, ihre tiefe Stimme und ihre scheinbare Teilnahmslosigkeit, die sie auch gegenüber dem Restaurant ihres Vaters zeigt. Dieses Verhalten wandelt sich rasch in nervöse Begeisterung, wenn sie attraktiven Jungs begegnet oder sich vorübergehend außergewöhnlichen Hobbys wie Capoeira widmet. Außerdem liebt sie Pferde. Ihre Bewegungen sind nicht sehr koordiniert, daher ist sie auch nicht besonders sportlich. Sie neigt zu eigenbrötlerischem Verhalten. Manchmal erscheint es allerdings so, als ob sie gern beliebter wäre. Ihre Geschwister mutmaßen darüber, ob sie eventuell autistische Züge hat. Sie wechselt manchmal gern ihren Namen und ihre Rolle, um aus sich herauszukommen, so nennt sie sich beispielsweise in einer Folge Dina und nimmt deren Ratschläge an, um Entscheidungen zu treffen. Tina hat zu ihren beiden Geschwistern, Gene und Louise, keinen engen Kontakt und hält sich oft aus deren Aktivitäten heraus bzw. wird nicht mit einbezogen. Das ist einerseits mit ihrem Alter zu erklären, andererseits auch mit ihrer Rolle als Eigenbrötlerin und ihren Interessen, die sich stark von denen ihrer Geschwister unterscheiden, da sie gern liest und sich intensiv mit ihren ungewöhnlichen Hobbys beschäftigt. Tina ist offensichtlich in Jimmy Junior, den Sohn des mit Bob verfeindeten Pizzeriabesitzers Jimmy Pesto Senior, verliebt.

### Gene Belcher
Gene, 11, ist der einzige Sohn der Familie und sehr musikbegeistert. Er spielt gerne Soundeffekte per Keyboard oder Megaphon ab. Gene macht Werbung für das Restaurant, wozu er meist ein Hamburgerkostüm anzieht. Mit seinen Aktionen, an denen seine Schwester Louise häufig als Mittäterin oder Rädelsführerin beteiligt ist, beschert er seinen Eltern oft einige Probleme. Gene möchte zwar einerseits seinem Dad gefallen und ihm helfen, doch er manövriert sich – teils bewusst, teils ungewollt – immer wieder in haarsträubende Situationen. Er ist nicht besonders fleißig in der Schule und zieht sich daher oftmals den Tadel der Lehrer zu. Auch körperlicher Arbeit ist er wenig zugetan, wirkt aber gleichzeitig meistens aufgekratzt und energiegeladen. Richtig ehrgeizig wird er allerdings, ähnlich wie sein Vater, wenn er sich herausgefordert fühlt. Dann setzt er alles daran, sein Gegenüber zu übertrumpfen. Gene wirkt naiv und freundlich. Er meint es mit niemandem wirklich böse. Er ist eher dicklich, scheint sich aber nicht viel aus seiner Figur oder seinem Ansehen zu machen, stattdessen kennt er kaum Schamgrenzen.

### Louise Belcher
Louise ist mit neun Jahren die jüngste Tochter der Familie. Sie trägt immer eine pinkfarbene Mütze mit Hasenohren und scheint soziale Interaktionen zu hassen. Sie ist sehr intelligent für ihr Alter. Louise hat eine Schwäche für morbiden Humor und eigentlich nicht altersgerechte Blutrünstigkeiten in den Nachrichten, Filmen oder Videospielen. Ihre aufwendig erdachten Lügengeschichten, die sie gern herumerzählt, nehmen oft schauderliche, morbide Dimensionen an und haben negative Folgen oder wirken sich nachteilig auf den Ruf der Familie aus (z. B. Menschenfleisch in den Burgern und daraus folgend ein Verkaufsverbot). Louise erzählt die Lügengeschichten, um im Mittelpunkt stehen zu können. Aufmerksamkeit erregt Louise auch durch ihre laute Stimme und ihre Angewohnheit, gern das letzte Wort zu haben. Außerdem besitzt sie die Fähigkeit, sich haarsträubende Streiche auszudenken. Louise gibt sich häufig autoritär und manipulativ und duldet keine Widerworte. Sie bekommt sehr schlechte Laune, wenn man sie negativ überrascht. Da Louise das Nesthäkchen der Familie ist, werden ihre Marotten meist toleriert. Andererseits ist sie auch sehr familienorientiert und liebenswert und hat immer ein teils niedliches, teils diabolisches Grinsen im Gesicht.

## Synchronisation

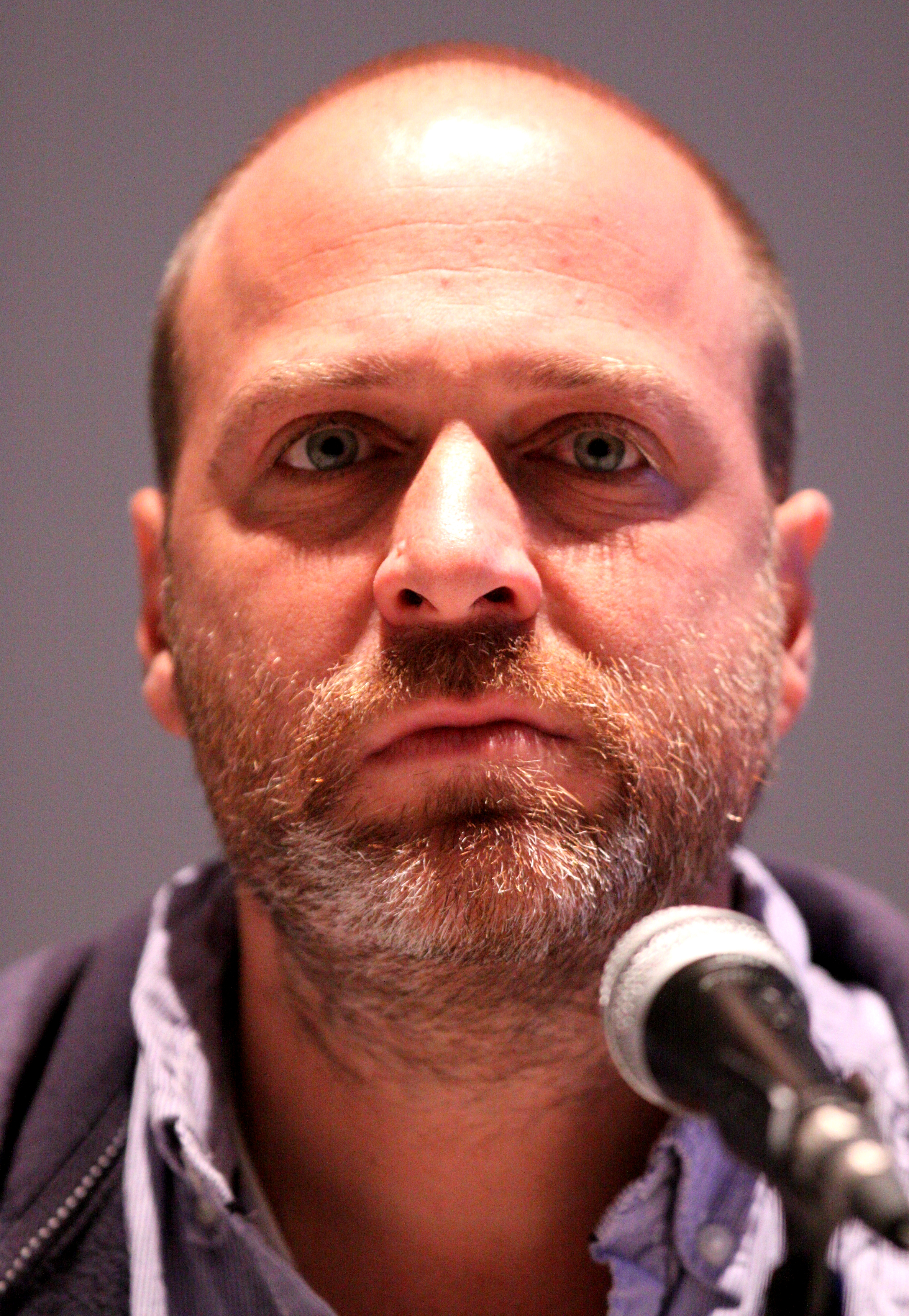
H. Jon Benjamin (2010)
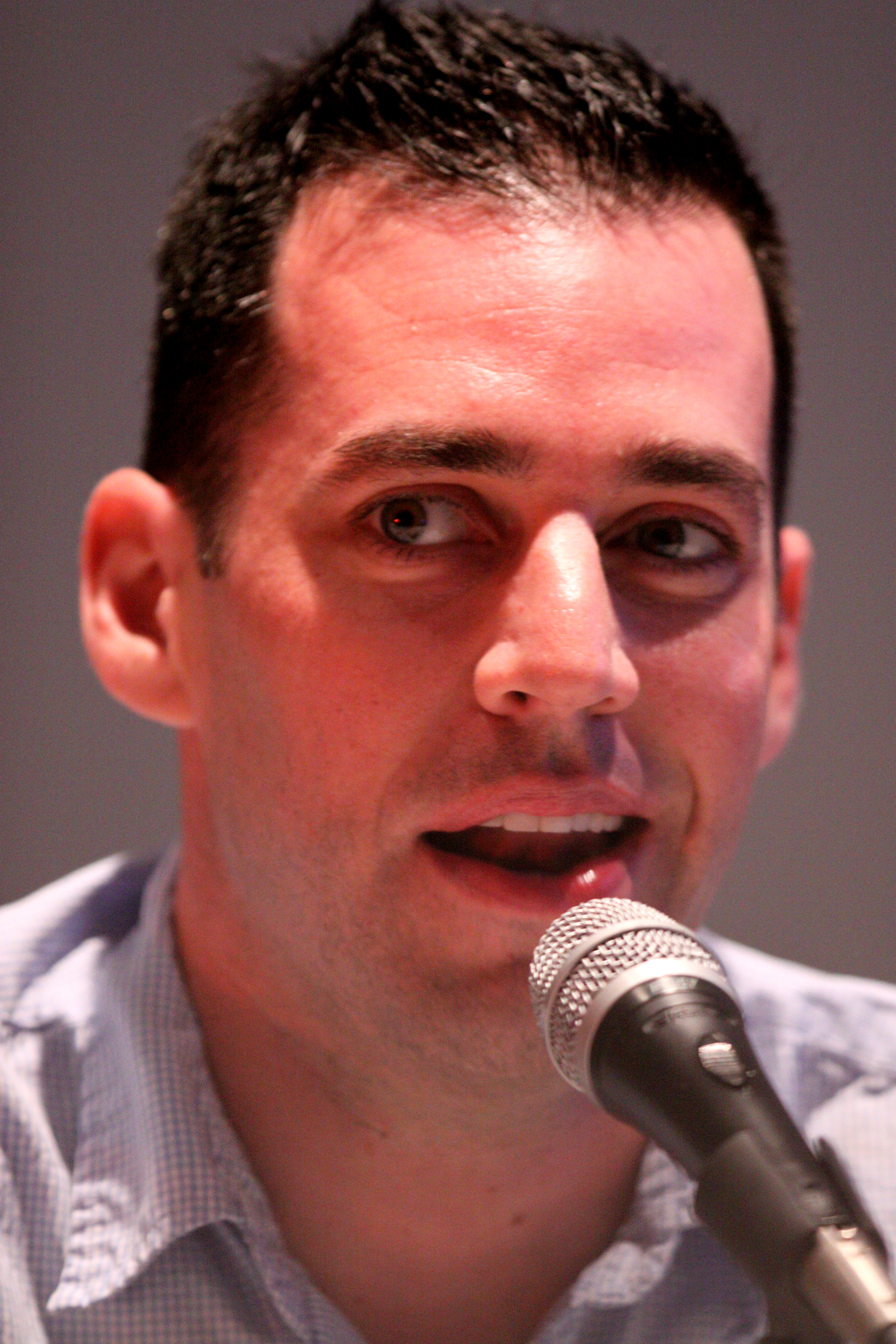
John Roberts (2010)
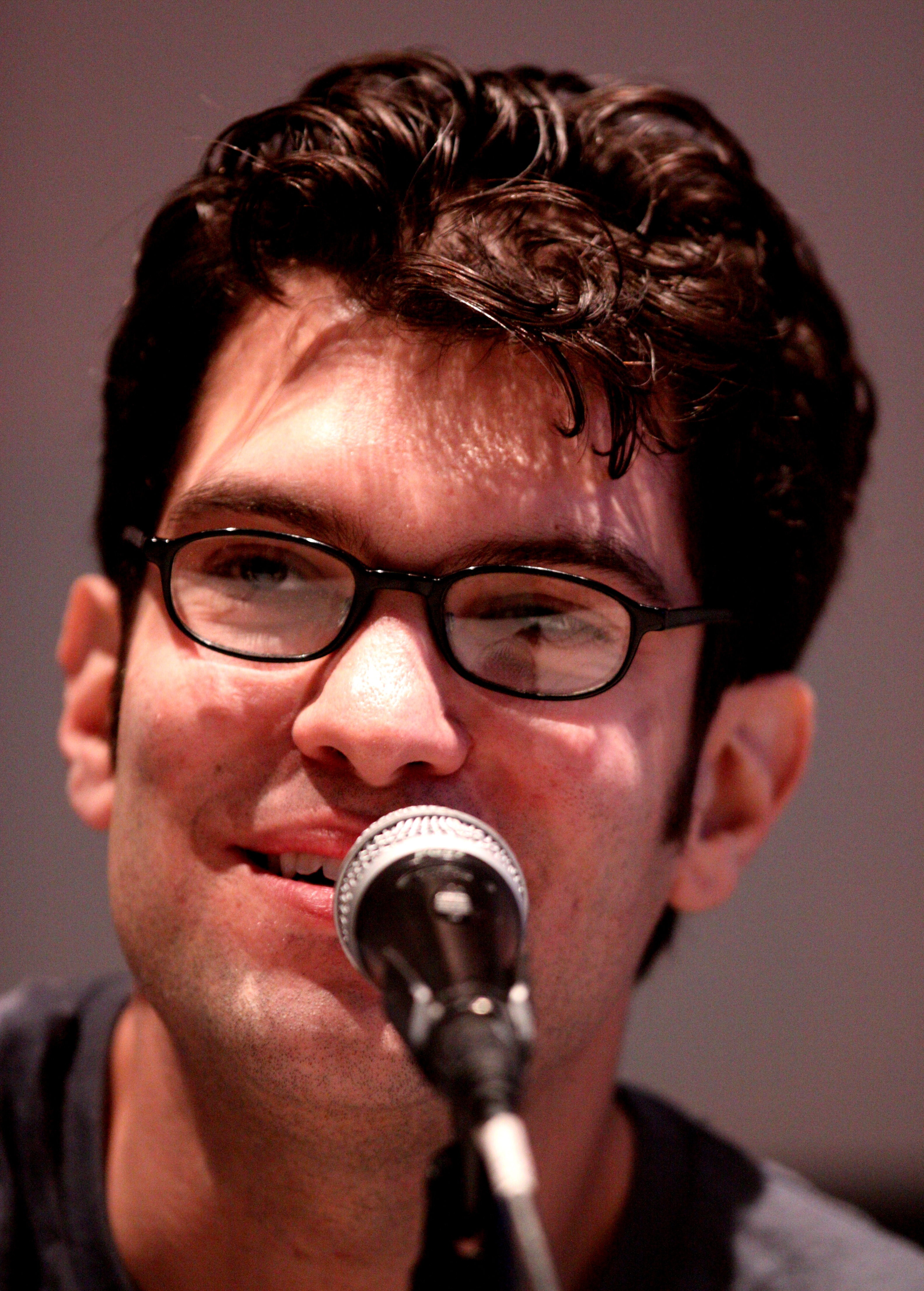
Dan Mintz (2010)
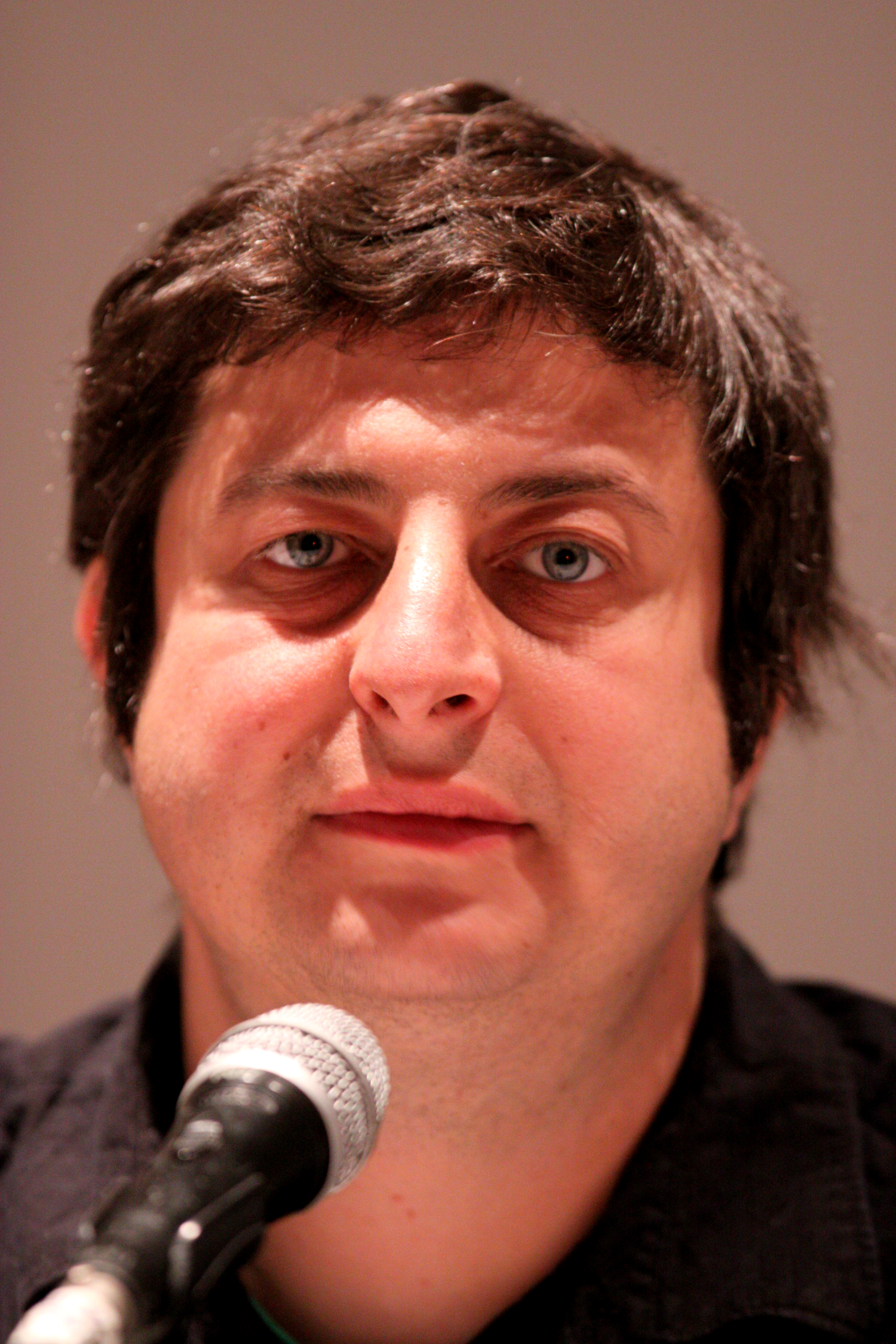
Eugene Mirman (2010)
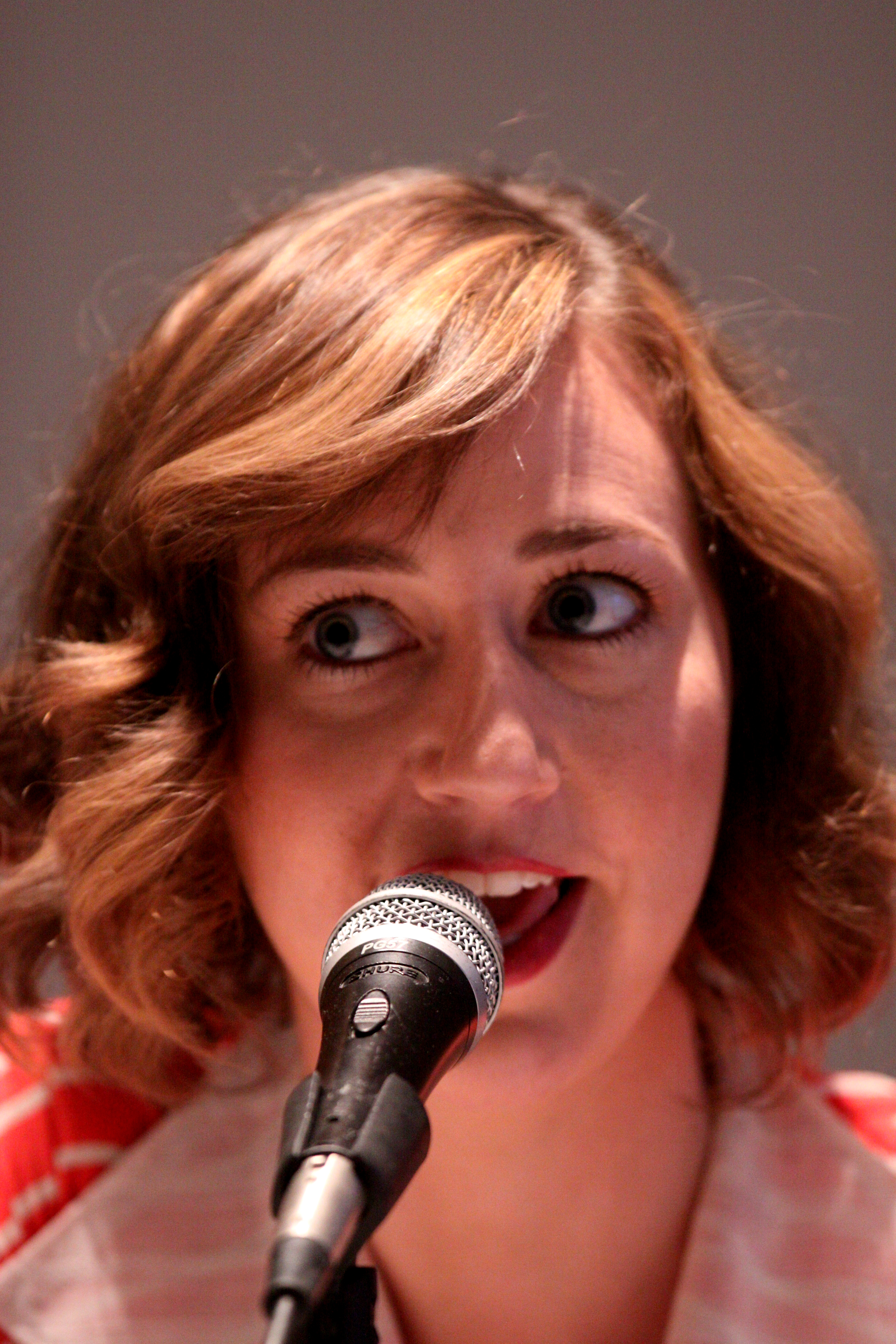
Kristen Schaal (2010)

Die deutsche Synchronisation entsteht nach einem Dialogbuch von Stefan Eckel, Jesse Grimm, Jens Opatz und Ulrich Georg und unter der Dialogregie von Marlene Opitz durch die Synchronfirma Studio Hamburg Synchron. Tanya Kahana stand für die Synchronisation der achten Staffel nicht zur Verfügung, weshalb die Rolle der Louise für eine Staffel von Kaya Marie Möller übernommen wurde.

### Hauptfiguren
| Rollenname      | Originalsprecher | Deutscher Synchronsprecher                                                    |
| --------------- | ---------------- | ----------------------------------------------------------------------------- |
| Bob Belcher     | H. Jon Benjamin  | Konstantin Graudus                                                            |
| Linda Belcher   | John Roberts     | Sascha Draeger                                                                |
| Tina Belcher    | Dan Mintz        | Ben Münchow (Staffel 1–12 Episode 15) Jonas Minthe (ab Staffel 12 Episode 16) |
| Gene Belcher    | Eugene Mirman    | Jesse Grimm                                                                   |
| Louise Belcher  | Kristen Schaal   | Tanya Kahana (Staffel 1–7, ab S9), Kaya Marie Möller (Staffel 8)              |
| Teddy Francisco | Larry Murphy     | Daniel Welbat                                                                 |

### Nebenfiguren
| Rollenname                             | Originalsprecher                                         | Deutscher Synchronsprecher                                                          |
| -------------------------------------- | -------------------------------------------------------- | ----------------------------------------------------------------------------------- |
| Mort                                   | Andy Kindler                                             | Jürgen Uter (bis Staffel 12) Wolfgang Riehm (ab Staffel 13)                         |
| Jimmy Pesto, Sr.                       | Jay Johnston (bis Staffel 11) Eric Bauza (ab Staffel 14) | Joshy Peters                                                                        |
| Jimmy Pesto, Jr.                       | H. Jon Benjamin                                          | Flemming Stein                                                                      |
| Ollie Pesto                            | Sarah Silverman                                          | Ivo Möller                                                                          |
| Andy Pesto                             | Laura Silverman                                          | Henning Nöhren (bis Staffel 9) Tim Kreuer (ab Staffel 10)                           |
| Calvin Fischoeder                      | Kevin Kline                                              | Holger Umbreit                                                                      |
| Gretchen                               | Larry Murphy                                             | Tetje Mierendorf                                                                    |
| Phillip Frond                          | David Herman                                             | Robert Kotulla                                                                      |
| Edith Cranwinkle                       | Larry Murphy                                             | Daniel Welbat                                                                       |
| Harold Cranwinkle                      | Sam Seder                                                | Peter Weis                                                                          |
| Hugo Habercore                         | Sam Seder                                                | Jens Wendland                                                                       |
| Henry Haber                            | Jim Gaffigan                                             | Stefan Brönneke                                                                     |
| Gayle                                  | Megan Mullally                                           | Simona Pahl                                                                         |
| Gloria                                 | Renée Taylor                                             | Isabella Grothe                                                                     |
| Zeke                                   | Bobby Tisdale                                            | Tobias Diakow (bis Staffel 12 Folge 11) Jan-David Rönfeldt (ab Staffel 12 Folge 21) |
| Dr. Yap                                | Ken Jeong                                                | Rasmus Borowski                                                                     |
| Randy Watkins                          | Paul F. Tompkins                                         | Oliver Böttcher                                                                     |
| Tommy Jaronda                          | Fred Armisen                                             | Fabian Harloff                                                                      |
| Normalgroßer Rudy (Regular Sized Rudy) | Brian Huskey                                             | Johannes Semm                                                                       |
| Tammy Larsen                           | Jenny Slate                                              | Manuela Bäcker                                                                      |
| Felix Fischoeder                       | Zach Galifianakis                                        | Holger Mahlich                                                                      |
| Jen                                    | Wendy Molyneux                                           | Robin Brosch                                                                        |
| Ron                                    | Ron Lynch                                                | Oliver Böttcher                                                                     |
| Ms. LaBonz                             | H. Jon Benjamin                                          | Tobias Schmidt                                                                      |
| Mickey                                 | Bill Hader                                               | Patrick Bach                                                                        |
| Sergeant Bosco                         | Gary Cole                                                | Jürgen Holdorf                                                                      |
| Courtney Wheeler                       | David Wain                                               | Patrick Bach                                                                        |
| Jocelyn                                | John Roberts                                             | Tommaso Cacciapuoti                                                                 |
| Ms. Merkin                             | Brian Huskey                                             | Brita Subklew                                                                       |

## Produktion und Ausstrahlung
In den USA startete die Serie am 9. Januar 2011 beim US-Sender Fox im Sonntaganimationsblock. Das erste Staffelfinale wurde am 22. Mai 2011 ausgestrahlt. Bereits im April 2011 hatte der Sender die Serie um eine zweite Staffel verlängert, deren Ausstrahlung dann erstmal in die Midseason verschoben wurde. Diese begann am 11. März 2012 und endete am 20. Mai 2012. Am 14. Mai 2012 verlängerte Fox die Serie um eine weitere, dritte, Staffel, die seit dem 30. September 2012 ausgestrahlt wird. Im Oktober 2012 gab Fox die Produktion einer vierten Staffel bekannt, die vom 29. September 2013 bis zum 18. Mai 2014 in den Vereinigten Staaten ausgestrahlt wurde. Am 26. September 2013 wurde von Fox die Produktion einer fünften Staffel angekündigt, die vom 5. Oktober 2014 bis zum 17. Mai 2015 in den USA ausgestrahlt wurde. Am 8. Januar 2015 wurde die Serie um eine sechste Staffel verlängert, welche vom 27. September 2015 bis zum 22. Mai 2016 ausgestrahlt wurde.
Im Oktober 2015 verlängerte Fox Bob’s Burgers um eine siebte und achte Staffel, wodurch die Serie bis 2018 ausgestrahlt werden sollte. Im Mai 2018 wurde die Serie um eine neunte Staffel verlängert. Im Februar 2019 wurde bekanntgegeben, dass die Serie um eine zehnte Staffel verlängert wurde. Für den Herbst 2021 ist die elfte Staffel von Bob’s Burgers geplant. Die deutsche Ausstrahlung findet bei Disney+ statt, wo wöchentlich die aktuellste Folge hinzugefügt wird.
Die deutsche Erstausstrahlung erfolgte am 1. Dezember 2014 auf dem Sender Comedy Central. Die zweite Staffel wurde ab dem 19. Januar 2015 auf dem gleichen Sender gezeigt. Die dritte Staffel wurde ab dem 29. März 2015 und die vierte Staffel ab dem 30. August 2015 ausgestrahlt. Die fünfte Staffel wurde ab dem 13. März 2016 und die sechste Staffel ab dem 12. März 2017 ausgestrahlt. Die siebte Staffel wird seit dem 1. Oktober 2017 auf Deutsch ausgestrahlt und die achte seit dem 14. Oktober 2018. Die neunte Staffel seit dem 3. November 2019, die zehnte seit dem 8. Oktober 2020. Ab dem 3. Oktober 2021 lief sonntags um 20.30 auf Comedy Central die elfte Staffel zum ersten Mal. Staffel 12 startet am 3. August 2022 auf Disney+. Staffel 13 startete am 16. August 2023 auf Disney+.

## Rezeption

### Kritiken
Ole Reißmann von Spiegel Online bewertet die Fernsehserie als „noch böser als Die Simpsons“ und stuft die Belchers als
„Amerikas neueste Durchschnittsfamilie – liebenswert und unglaublich unterhaltsam“ ein.
Dominik Kamalzadeh von Der Standard meint: „bissig, böse, etwas vulgär werden gesellschaftliche Ausformungen aufs Korn genommen.“ entania.com schreibt: „Ähnlich wie die animierten Erfolgsserien Family Guy, American Dad und Die Simpsons zeichnet sich auch Bob’s Burgers durch merkwürdige Charaktere und schrägen Humor aus.“
Beim Wertungsaggregator Rotten Tomatoes erreichte die erste Staffel bei Kritikern einen Zustimmungswert von 73 %, basierend auf 41 Bewertungen.

### Preise und Nominierungen
Teen Choice Award
- 2011: Nominierung als Choice TV: Animated Show
- 2012: Nominierung als Choice TV: Animated Show
- 2013: Nominierung als Choice TV: Animated Show

Critics’ Choice Television Award
- 2012: Nominierung als beste Zeichentrickserie
- 2014: Nominierung als beste Zeichentrickserie
- 2015: Nominierung als beste Zeichentrickserie
- Jan. 2016: Nominierung als beste Zeichentrickserie

Emmy-Award
- 2012: Nominierung für die Episode Burgerboss in der Kategorie Outstanding Animated Program
- 2013: Nominierung für die Episode Die außerirdische Toilette in der Kategorie Outstanding Animated Program
- 2014: Auszeichnung für die Episode Masel Tina in der Kategorie Outstanding Animated Program
- 2015: Nominierungen für die Episode Can’t Buy Me Mathe in der Kategorie Outstanding Animated Program sowie für John Roberts (Folge Eat, Spray, Linda) in der Kategorie Outstanding Character Voice-Over Performance
- 2016: Nominierung für die Episode The Horse Rider-er in der Kategorie Outstanding Animated Program
- 2017: Auszeichnung für die Folge Bob Actually in der Kategorie Outstanding Animated Program und Nominierung für Kevin Kline (Episode The Last Gingerbread House on the Left) in der Kategorie Outstanding Character Voice-Over Performance

Annie Award
- 2013: Nominierung für die Episode Easy Rider als Best General Audience Animated TV/Broadcast Production
- 2014: Nominierung als Best General Audience Animated TV/Broadcast Production
- 2016: Nominierung für die Episode Can’t Buy Me Mathe in der Kategorie Best General Audience TV/Broadcast Production sowie Auszeichnungen für Kristen Schaal (Folge Hawk & Chick) in der Kategorie Outstanding Achievement, Voice Acting in an Animated TV/Broadcast Production und für Steven Davis und Kelvin Yu (Episode Das Spukhaus) in der Kategorie Outstanding Achievement, Writing in an Animated TV/Broadcast Production
- 2017: Nominierung für Loren Bouchard und John Dylan Keith (Folge Ey Kleber, wo is’ mein Bob?) in der Kategorie Outstanding Achievement, Music in an Animated TV/Broadcast Production sowie Auszeichnungen für die Episode Ey Kleber, wo is’ mein Bob? in der Kategorie Best General Audience Animated TV/Broadcast Production und für Lizzie und Wendy Molyneux (Folge Die Hormon-iums) in der Kategorie Outstanding Achievement, Writing in an Animated TV/Broadcast Production

People’s Choice Award
- 2015: Nominierung als Favorite Animated TV Show
- 2016: Nominierung als Favorite Animated TV Show
- 2017: Nominierung als Favorite Animated TV Show

Writers Guild of America Award
- 2015: Nominierungen für Greg Thomson (Folge Oh Bob, mein Bob) und für Nora Smith (Folge Wer nicht kämpft, hat schon verloren), beide in der Kategorie Best Television Writing in Animation
- 2016: Nominierung für Lizzy und Wendy Molyneux (Folge Der Schneesturm) sowie Auszeichnung für Dan Fybel (Episode Die Haus-Falle), beide in der Kategorie Best Television Writing in Animation

Environmental Media Award
- 2015: Nominierung für die Folge Im Garten von Bob und Louise in der Kategorie Television Episodic Comedy

## Film
Am 4. Oktober 2017 kündigte Fox an, dass ein Bob’s-Burgers-Kinofilm in Arbeit ist, der am 27. Mai 2022 in den US-amerikanischen Kinos erscheinen soll. Der deutsche Kinostart war zunächst für den 26. Mai 2022 angekündigt und wurde später auf den 21. Juli verschoben. Disney+ kündigte die Ausstrahlung des Films für den 13. Juli 2022 an, der zunächst angekündigte Kinostart wurde dadurch verworfen.

## Auftritte der Figuren in anderen Serien
- Bob Belcher hat einen Cameo-Auftritt in einer Szene in einem Flugzeug in der Folge The Simpsons Guy der Zeichentrickserie Family Guy, in der die Familie Griffin auf Die Simpsons trifft.[38]
- In der Serie Archer gibt es in Staffel 4 Folge 1, „Fugue and Riffs“, ein kurzes Crossover mit Bob’s Burgers, in der Sterling Archer denkt, er sei Bob Belcher. Dies ist eine Anspielung auf den Fakt, dass sich die beiden Charaktere im Englischen einen Synchronsprecher teilen.
- In der Serie Die Simpsons erscheint in Staffel 30 Folge 18 „Bart gegen Itchy & Scratchy“ im Hintergrund ein Bild von Louise Belcher. Außerdem wird in einer anderen Folge das Intro von Bob’s Burgers in den Couchgag eingebaut.
- In der Serie Family Guy Staffel 17 Folge 13 „Trans-Fett“ hat Familie Belcher einen Cameo-Auftritt.
- In der Eröffnungsszene der Staffel 21 Folge 15 „Adoptation“ der Serie Family Guy besucht Peter Griffin das Restaurant, Bob Belcher hat einen Cameo-Auftritt. Homer Simpson ist ebenfalls anwesend.